# Weckeler

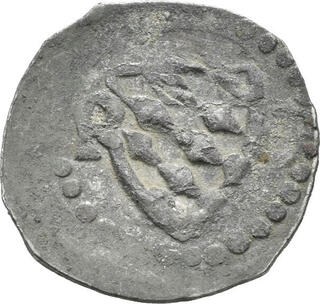
Pfälzer Weckeler (Schüssel-pfennig)

Der Weckeler, auch Weckelerpfennig genannt, ist ein einseitiger, in großen Stückzahlen geprägter silberner Pfälzer Pfennigtyp des 14. und 15. Jahrhunderts, der mundartlich auch Wegkpfennig genannt wurde. Er kommt sowohl als Schüsselpfennig als auch als nichtgewölbte, ebenflächige Pfennigmünze vor. Die Pfennige haben ihren zeitgenössischen Münznamen nach ihrem Münzbild, dem Rautenwappen (Wecke = langgezogene Raute) erhalten.
Der sich im 15. Jahrhundert zum Schüsselpfennig entwickelnde Pfennig mit Perlkreis und dem Weckenschild, oder nur mit Wecken ohne Schild, wurde mit einem kleineren Münzstempel auf größerem Schrötling geschlagen. Durch die kräftigen Schläge wurde ein mehr oder weniger aufgebogener  Münzrand erzeugt.